# Frenkie Schinkels

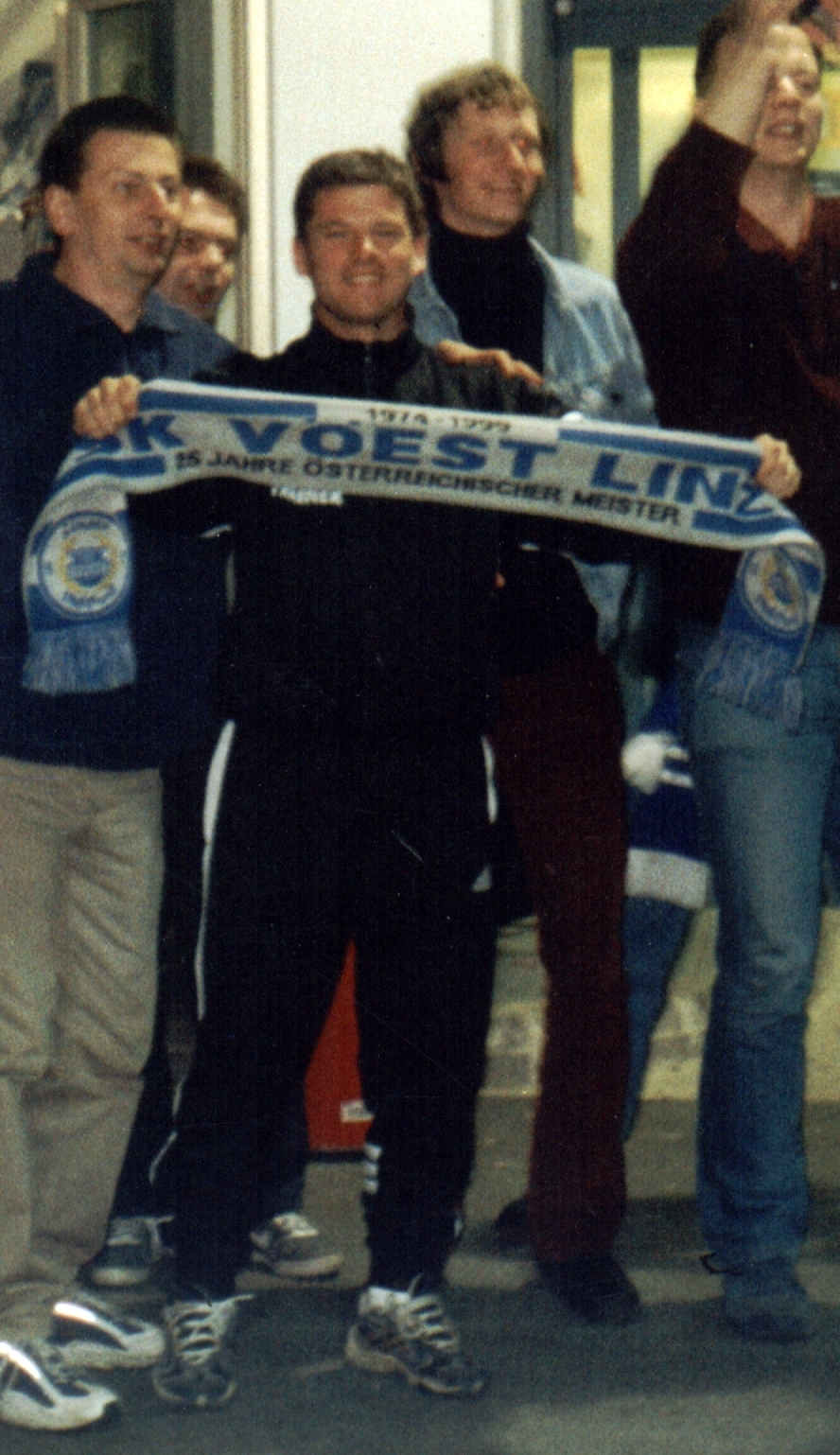
Frenk Schinkels mit einem Fanschal des SK VÖEST Linz, für den er im Frühjahr 1989 und in der Saison 89/90 in der 2. Division spielte

Frenk „Frenkie“ Schinkels (* 9. Jänner 1963 in Rotterdam) ist ein niederländisch-österreichischer Fußballtrainer und ehemaliger Fußballspieler.

## Karriere als Fußballspieler

### Vereine
Frenk Schinkels durchlebte seine fußballerische Ausbildung in den Niederlanden, wo er als Achtjähriger bei Feyenoord Rotterdam begann und als 16-Jähriger bereits seinen ersten Vertrag als Profispieler unterschrieb. Mit seinem damaligen Trainer Jan Mak ging der Mittelfeldspieler Anfang 1981 zum schwedischen Klub Halmstads BK und kehrte zwei Jahre später wieder in die Niederlande zurück. Mit AZ Alkmaar und Excelsior Rotterdam spielte Schinkels in der niederländischen Eredivisie, bis er 1985 bei einem Spiel einen Schiedsrichter beleidigte und ihm einen Tritt gegen das Bein versetzte. Aufgrund des tätlichen Angriffs wurde er für acht Monate gesperrt und von seinem Verein entlassen.
Hugo Hovenkamp, ehemaliger Spieler bei Wacker Innsbruck, bot ihn im Sommer 1985 den Tirolern an. Diese entschieden sich jedoch für Hansi Müller als Spielmacher; Hovenkamp brachte Schinkels schließlich im Herbst 1985 beim damaligen Erstligaverein Salzburger AK 1914 unter. Sportlich ging es für Schinkels in den Jahren danach wieder aufwärts. Vom SAK 1914 wechselte er zum Wiener Sport-Club und ein Jahr später zur Wiener Austria. Mit der Austria wurde er 1987/88 Vizemeister hinter Rapid, er kam auf 31 Ligaeinsätze. Im Juli 1987 nahm Schinkels die österreichische Staatsbürgerschaft an; am 28. Juli 1987 gab er bei einem Testspiel gegen eine bayerische Auswahl sein Debüt im österreichischen Olympiateam. In der folgenden Saison kam er unter dem neuen Trainer August Starek nur noch auf drei Bundesligaeinsätze und die Hoffnungen auf ein Pflichtspieldebüt im Nationalteam zerschlugen sich mit der Bestellung von Josef Hickersberger zum neuen Nationalcoach. Im Herbst 1988 wechselte Schinkels für zwei Spiele zum SV Spittal/Drau, im Frühjahr 1989 unterschrieb er einen Vertrag beim SK VOEST Linz.
1991 ging Schinkels zum VSE St. Pölten, wo er sich zu einem Führungsspieler in der österreichischen Bundesliga entwickelte. 1993 wurde er mit Austria Salzburg österreichischer Vizemeister, 1994 kehrte er kurzzeitig zum VSE St. Pölten zurück. Im Sommer 1994 erhielt er nochmals einen leistungsbezogenen Vertrag bei der Wiener Austria, kam unter Trainer Egon Coordes aber zu keinem einzigen Meisterschaftseinsatz. Damit war seine zweite Karriere bei den Wienern auch schon wieder beendet. 1995 wechselte er schließlich zum SV Gerasdorf in die 2. Division, bei dem er seine Karriere als Profifußballer beendete.
Über diverse Amateurvereine kam er 2010 zum SV Karlstetten/Neidling, wo er für deren Kampfmannschaft neun Spiele und der Reservemannschaft 39 Spiele bestritt. Sechs Jahre nach seinem letzten Spiel in Karlstetten wurde Schinkels mit 57 Jahren nochmals beim ASV Radlberg als aktiver Fußballspieler für die Abwehr tätig. Der Grund für sein Engagement im Traisental ist der Trainer Mario Pemmer, mit dem Schinkels freundschaftlich verbunden ist. Nach seiner Zeit dort spielte er noch beim SC St. Pölten und beim SC Arnsdorf. Zur Saison 2023/24 wechselte er in die 2. Klasse Südliches Waldviertel/Wachau zum SV Leiben, wo er in seinem ersten Spiel in der Reserve beim 22:0-Sieg über den SV Krumau/Kamp das 9:0 erzielte.
Schinkels hat im Jahr 2016 eingestanden, dass er in seiner Zeit bei Alkmaar Dopingmittel genommen hat.

### Nationalmannschaft
Am 25. März 1992 debütierte er unter Trainer Ernst Happel im Länderspiel gegen Ungarn in Budapest für den ÖFB. Insgesamt absolvierte Schinkels von 1992 bis 1993 sechs Länderspiele für die österreichische Nationalmannschaft. Seinen sportlichen Höhepunkt im Team markierte er am 27. Mai 1992 bei der knappen 2:3-Niederlage der Österreicher in Sittard gegen die Niederlande, als er in der 89. Minute mit einem Kopfball gegen seine ehemaligen Landsleute den Anschlusstreffer erzielte. Sein letztes Spiel für Österreich absolvierte Schinkels am 27. März 1993 bei der Niederlage gegen Frankreich in Wien.

## Karriere als Trainer

### Erfolgreiche Lehrjahre in den unteren Klassen
Nach dem Ende seiner aktiven Karriere erwarb Schinkels mit der UEFA-Profi-Lizenz die höchste Trainerlizenz im Fußballgeschäft. Eine Zeit lang fungierte er noch als Spielertrainer beim unterklassigen SC Stattersdorf, bevor er 1995 seine erste reine Trainerstelle beim Kremser SC annahm. Obwohl er den Verein zum Meistertitel der Niederösterreichischen Landesliga führte, wurde er am Ende der Saison nach einem Streit mit dem Präsidenten Herbert Steininger entlassen. Anschließend trainierte er wiederum als Spielertrainer den Verein FC Sturm 19 St. Pölten, mit dem er in der Spielsaison 1996/97 überlegen den Meistertitel der 2. Landesliga West gewann und damit in die 1. Landesliga aufstieg und sich dort bis zu seinem Ausscheiden 1998 etablierte. Später folgten in der Regionalliga Ost der ASK Kottingbrunn (2000/01) und ab 2002 der SKN St. Pölten (vierter Platz 2004 und Cup Viertelfinale nach Siegen über Wörgl, SW Bregenz und Austria Salzburg).
Schinkels machte sich als Fußball-Experte beim TV-Sender Premiere Austria einen Namen und fungierte als Veranstalter des St. Pöltner Fußballcamps für Spieler und Torhüter.

### Vom Chefscout zum Meistertrainer
Im Dezember 2004 wurde Schinkels von Frank Stronach als Chefscout zur Wiener Austria geholt. Am 6. Mai 2005 folgte er als Trainer dem entlassenen Betreuerduo Günter Kronsteiner und Lars Søndergaard nach. Vorerst teilte er sich seine Aufgaben mit dem ebenfalls neu bestellten Teammanager Peter Stöger. Vier Wochen nach seiner Premiere erreichte er mit dem Pokalgewinn 2005 seinen ersten Erfolg auf der Betreuerbank.
Die Saison 2005/06 begann für Schinkels mit einer kurzen Negativserie der Austria. Nach einem erfolgreichen letzten Meisterschaftsdrittel gewann die Austria am 6. Mai 2006 ihren 23. Meistertitel mit einem 2:1-Erfolg über den FC Wacker Innsbruck. Für Schinkels war dies die erste Meisterschaft und sein bis dahin größter Erfolg seiner Trainerlaufbahn.
Nach dem Totalabverkauf der Meistermannschaft und dem schlechtesten Start eines Meisters in der bisherigen Bundesligageschichte wurde Schinkels am 23. Oktober 2006 zusammen mit Sportdirektor Peter Stöger beurlaubt. Er fungierte nun, wie schon vor seinem Engagement bei der Wiener Austria, wieder als Experte beim TV-Sender Premiere. Am 7. November 2006 wurde er in den Aufsichtsrat des SKN St. Pölten kooptiert und dort Berater des Vorstandes. Am 22. Mai 2007 übernahm Schinkels den Trainer-Job beim damaligen Regionalliga-Klub 1. FC Vöcklabruck, mit dem er Herbstmeister der Saison 2007/08 wurde. In der Winterpause trennte er sich vom Verein und wurde Sportdirektor beim Bundesliga-Klub SK Austria Kärnten. Am 24. Februar 2008 übernahm er von Klaus Schmidt den Trainerposten für die restliche Saison 2007/08. Die Mannschaft verlor ihr erstes Spiel unter Schinkels im eigenen Stadion mit 0:2 Toren gegen den SK Rapid Wien. Schlussendlich gelang ihm aber in der vorletzten Runde der fast schon für unmöglich gehaltene Klassenerhalt mit einem torlosen Unentschieden gegen die SV Ried.
In der Saison 2008/09 wollte er die sportlichen Geschicke des Vereins als Manager leiten; ein junger Trainer sollte zur Mannschaft stoßen. Schinkels, der einen Vertrag bis zum 30. Juni 2013 unterschrieb, musste jedoch Trainer bleiben; er bildete das Bindeglied zum Vorstand. Nachdem die Mannschaft in der Saison 2009/10 in 16 Runden nur einen Sieg und drei Unentschieden erreicht hatte, bot Schinkels am 21. November 2009 nach einer 0:3-Heimniederlage gegen die SV Mattersburg dem Vorstand des SK Austria Kärnten seinen Rücktritt an, der ohne Gegenstimme angenommen wurde.
Am 26. April 2010 verpflichtete der First Vienna FC Schinkels als Trainer für die restlichen sechs Meisterschaftsspiele und eine eventuelle Relegation. Ende August 2010 wurde er mit sofortiger Wirkung beurlaubt.

### Sportdirektor bei St. Pölten und wieder zurück in den unteren Klassen
Anfang Dezember 2012 wurde Schinkels als Teammanager des fünftklassigen Kremser SC mit Spielbetrieb in der 2. Landesliga West verpflichtet. Ende März wurde er für rund zwei Monate interimistisch Trainer des Fünftligisten, bis mit Christian Karl ein neuer Trainer gefunden war. Nach dem Amtsantritt des neuen Cheftrainers blieb Frenkie Schinkels dem Verein als Teammanager erhalten.
Am 10. Oktober 2014 wurde Schinkels als Sportdirektor beim damaligen Zweitligisten SKN St. Pölten angestellt. Dabei schaffte der niederösterreichische Verein in der folgenden Saison als Meister den erstmaligen Aufstieg in die österreichische Bundesliga. Doch diese erste Saison war nicht von Erfolg gekrönt, der Verein kämpfte die ganze Saison gegen den Abstieg, erst im letzten Spiel konnte trotz einer Niederlage gegen Rapid Wien der Abstieg abgewendet werden und die SV Ried mussten stattdessen in die zweite Liga. Zwei Tage nach dem erfolgten Klassenerhalt wurde Schinkels als Sportdirektor entlassen, Als Ersatz wurde Markus Schupp verpflichtet. Knapp zwei Monate später rechnete Schinkels mit seinem ehemaligen Klub ab, so meinte er in einem Interview bei Sky Österreich, dass „[der Verein] von Leuten, die in der Gebietsliga was zu suchen haben[, geführt wird]“. Außerdem führte Schinkels seine Entlassung darauf zurück, dass der Präsident Gottfried Tröstl mit Schupp schon seit Monaten verhandelte, obwohl der sportliche Beirat die Arbeit Schinkels als gut bezeichnete.
Nach drei Jahren in der Landeshauptstadt wechselte Schinkels zurück in die Wachau und übernahm beim Landesligisten Kremser SC die Position des sportlichen Leiters. Seine dritte Zeit in Krems war auch von Kontroversen überschattet. Schinkels und der Krems-Obmann Dietmar Pirker hegten seit längerer Zeit einen persönlichen Konflikt, wo es nach einem Heimspiel im Mai 2018 zu einer handfesten Auseinandersetzung zwischen den beiden kam. Mitte Mai wurde daraufhin Schinkels von der eigenen Vereinskantine verwiesen und die Zusammenarbeit mit Saisonende beendet.
Nach seinem Intermezzo in Krems wurde Schinkels im Sommer 2018 beim Gebietsligisten SC Hainfeld als neuer Trainer vorgestellt. Hainfeld stieg in der vorausgegangenen Saison um einen Punkt nicht in die 1. Klasse ab. Mit Schinkels als Trainer belegte der Gebietsligist den sechsten Platz. Anfang November 2019 wurde die Zusammenarbeit wieder beendet, nachdem es, wie bei seiner vorherigen Station in Krems, zu Differenzen mit dem Vereinspräsidenten Harald Fischer kam. Kurz vor seiner Entlassung verlor Hainfeld das drittletzte Spiel der Hinrunde gegen den Tabellenführer Hofstetten und belegte damit am Ende des Jahres den zweiten Platz.
Im Dezember 2020 gab der niederösterreichische Verein SC St. Pölten aus der 2. Klasse, der niedrigsten Fußballliga Niederösterreichs, bekannt, dass Frenkie Schinkels bis 2022 ihr neuer Trainer sei. Mit Schinkels plant der Klub, wieder in die 1. Klasse aufzusteigen. Schinkels lehnte dafür unter anderem ein Angebot des albanischen Erstligisten KF Laçi ab.

## Erfolge und Auszeichnungen

### Erfolge als Spieler
- 2 × Österreichischer Vizemeister: 1988 (Austria Wien), 1993 (Austria Salzburg)

### Erfolge als Trainer
- 1 × Österreichischer Meister: 2006 (Austria Wien)
- 2 × Österreichischer Cupsieger: 2005, 2006 (Austria Wien)
- 1 × Meister der  Landesliga Niederösterreich: 2001 (Kremser SC)

### Auszeichnungen
- 2006: Sportehrenzeichen der Stadt St. Pölten

## Privatleben
Frenk Schinkels lebt in St. Pölten und hat mit seiner zweiten Frau Romana einen gemeinsamen Sohn. Aus seiner ersten Ehe mit Esther, die er seit seinen Jugendtagen in den Niederlanden kannte, hat er vier Töchter. Seine große Jugendliebe zog mit ihm 1985 nach Österreich, wo sie beiden 1987, nach der Geburt der ersten Tochter (Romy, * 1986 in Mödling), heirateten. 1995 kam Esther Schinkels bei einem Verkehrsunfall ums Leben. Neben seinen vier Töchtern aus erster Ehe und dem Sohn aus zweiter Ehe ist Schinkels siebenfacher Großvater (Stand: Juni 2019).

## Fernsehauftritte
Frenk Schinkels nahm an der 7. Staffel der ORF-Unterhaltungssendung Dancing Stars teil, in der er es mit Profitänzerin Roswitha Wieland als Partnerin ins Finale schaffte, wo er sich Petra Frey (mit Profitänzer Vadim Garbuzov) geschlagen geben musste. Im Rahmen der Fußball-Europameisterschaft 2012 analysierte er im Wechsel mit anderen ehemaligen Fußballprofis (wie zum Beispiel Herbert Prohaska) EM-Spiele für den ORF. 2012/13/14 war er bei Puls 4 Co-Moderator für Champions-League-Spiele.
Schinkels versuchte zwischendurch auch, mit Marlena Martinelli eine musikalische Karriere zu starten. Der Erfolg blieb jedoch aus.